# Castlevania: Order of Ecclesia
Castlevania: Order of Ecclesia, in Japan bekend als Akumajō Dracula Ubawareta Kokuin (悪魔城ドラキュラ 奪われた刻印, lett. "Duivelskasteel Dracula: Het gestolen zegel"), is het derde Nintendo DS-spel van de Castlevania franchise.

## Gameplay
Castlevania: Order of Ecclesia is een 2D action-adventure spel met adventure en RPG-elementen, zoals de mogelijkheid om zich met wapens uit te rusten en magie te gebruiken. Nieuw in het spel is het nieuwe vechtsysteem genaamd het "Glyph System". Die maakt het mogelijk voor de hoofdrolspeelster, Shanoa, om zogenaamde "Glyph symbols" te verzamelen, die ze krijgt na het verslaan van monsters of het overwinnen van uitdagingen. Deze Glyphs kunnen worden gebruikt om speciale krachten en vaardigheden te activeren. Er zijn meer dan 100 verschillende glyphs die de speler kan gebruiken. Glyphs kosten MP (Magic Points) om te gebruiken. Als de MP meter leeg is, dan moet de speler stoppen met aanvallen, zodat de meter kan hervullen. De speler kan ook een speciale Glyph Union techniek gebruiken, die een sterkere aanval lanceert. De Glyph Union die wordt opgeroepen hangt af van de glyphs die op dat moment uitgerust zijn. Glyph Unions gebruiken een speciale meter, de "Hearts" meter. Deze hervult niet automatisch. Er zijn ook bepaalde glyphs die nodig zijn om puzzels pp te lossen.
Er zijn vele verschillende gebieden die bezocht kunnen worden in het spel, waaronder bossen, bergen en zeeën. Er zijn in totaal 20 locaties die allemaal bezocht kunnen worden via een wereldkaart. Afgezien van het vechten met monsters en het reizen van de ene naar de andere locatie, zijn er ook nog queestes die de speler op kan lossen. Na het oplossen van een queeste krijgt de speler een beloning. In vele gevallen resulteert dit in de mogelijkheid om nieuwe uitrusting te kopen. Als het spel is uitgespeeld, worden er nieuwe spelmogelijkheden beschikbaar gesteld, waaronder de "sound test", hard mode (hetzelfde, maar dan moeilijker), boss rush mode (alle bazen van het spel achter elkaar) en Albus mode (hetzelfde, maar dan met een ander uniek personage). Er is ook een online mode, waarin de speler voorwerpen kan ruilen met andere spelers, of 1-op-1 kan vechten.De game maakt ook gebruik van Ds-naar-Wii connectiviteit met Castlevania Judgment, waardoor er in beide spellen nieuwe content vrij komt. Order Of Ecclesia is het eerste spel in de reeks waar de Vampire Killer zweep helemaal niet in verschijnt.

## Verhaal
Castlevania: Order of Ecclesia vindt plaats na Castlevania: Symphony of the Night, ergens halverwege de 19e eeuw. Gezien de Belmont Clan verdwenen is, zijn er enkele organisaties opgericht om onderzoek te doen naar acties tegen Dracula en zijn mogelijke terugkeer. Van al deze organisaties was de Order Of Ecclesia de meest belovende, gezien ze magische glyphs hadden gecreëerd op basis van Dracula's krachten, genaamd "Dominus". Shanoa is gekozen door de leider van de orde, Barlowe, om als menselijk vat te fungeren voor de Dominus. Voordat het ritueel wordt uitgevoerd, worden de Dominus glyphs (Anger (Woede), Hatred (Haat), Agony (Zielsangst)) gestolen door Shanoa's collega Albus. Ze besluit om de glyphs terug te halen, niet bewust van Albus zijn echte bedoelingen.
Tijdens haar achtervolging komt Shanoa aan in het verlaten Wygol Village. Ze komt erachter dat Albus alle inwoners heeft ontvoerd en ze naar verschillende verborgen locaties heeft gebracht om ze gevangen te houden. Door het spel heen redt Shanoa de dorpelingen, en ontdekt ze dat Albus ze gevangen heeft genomen om een soort experiment uit te oefenen waarbij er bloedmonsters van ze werden genomen. Op twee momenten lukt het Shanoa om Albus te vinden, die haar beide keren een Dominus glyph geeft. Als ze hem een derde keer tegenkomt, blijkt Albus bezeten te zijn door de kracht van de derde glyph en is ze gedwongen om met hem te vechten. Na Albus te hebben gedood, worden zijn geest en ziel geabsordeerd door Shanoa, evenals de laatste Dominus glyph. Ze ontdekt dat Albus op zoek was naar een manier om Dracula te verslaan zonder dat Shanoa opgeofferd zou worden. Ook komt ze erachter dat Albus experimenteerde met het bloed van de dorpelingen, omdat zij de laatste afstammelingen waren van de Belmont Clan. Hij geloofde dat hun bloed een kracht zou bezitten die ervoor zorgde dat hij controle kreeg over de Dominus zonder bezeten te raken. De reden dat Shanoa haar geheugen en emoties kwijt was geraakt, bleek te komen door Barlowe. Die heeft haar emoties en herinneringen gebruikt om de Dominus te maken, iets wat hij haar niet had verteld.
Als Shanoa Barlowe confronteert met de waarheid, krijgt ze te horen dat Barlowe erop uit is om Dracula tot leven te wekken door haar als offer te gebruiken. Nadat Barlowe wordt verslagen in een gevecht, offert hij zijn eigen leven op om Dracula tot leven te wekken. Shanoa gaat naar het kasteel van Dracula om hem te verslaan. Na een lang gevecht verslaat ze hem met behulp van de Dominnus Union (Dominus Anger, Dominus Hatred, Dominus Agony), schijnbaar ten koste van haar eigen leven. Dan verschijnt Albus, die onthult dat er slechts één ziel opgeofferd hoeft te worden. Hij offert zichzelf op, maar niet voordat ze glimlacht voor hem. Dracula's kasteel verpulvert en Shanoa vlucht.

## Spelmodi

### Story Mode
In deze mode draait het om het verhaal dat hierboven beschreven wordt. Het personage waarmee men speelt is Shanoa. Shanoa kan gebruikmaken van items, en kan glyphs, wapens en andere dingen als uitrusting gebruiken. Ook kan Shanoa queestes voltooien.

#### New Game+
Als een spel is uitgespeeld, dan kan er voor New Game+ gekozen worden. De nieuwe save-file gaat over een oude save-file heen. Ook moet men hetzelfde personage gebruiken als bij de uitgespeelde file. Het enige voordeel is dat de meeste items, uitrusting en glyphs behouden blijven. De enige dingen die verdwijnen, zijn de dingen die nodig zijn om puzzels op te lossen of nieuwe gebieden te betreden.

#### Hard Mode
Na het uitspelen van het spel komt ook de Hard Mode vrij. In deze mode zijn de vijanden sterker en het personage zwakker. Daarnaast moet er gekozen worden voor een "level cap". Dit houdt in dat Shanoa niet hoger dan een bepaald level kan. Er zijn twee level caps, namelijk level 1 (je zult dus altijd zo zwak blijven als aan het begin) en level 50. Daarnaast is er nog de speciale level cap van 255. Deze kan verkregen worden als het spel op Hard Mode wordt uitgespeeld met een level cap van 1. Overigens kan ook Albus Mode gebruikmaken van Hard Mode.

### Albus Mode
Als het spel is uitgespeeld, dan komt deze mode vrij. In deze mode draait het om Albus. Er zit geen verhaal in deze mode. Het is primair de bedoeling om elke locatie te doorlopen om zo de volgende locatie te ontdekken. Alle bazen uit Story Mode zijn aanwezig. Albus heeft veel beperkingen ten opzichte van Shanoa, maar ook voordelen. Albus heeft geen overzichtsmenu, dus hij kan geen uitrusting dragen en ook geen glyphs gebruiken. Ook kan hij geen items gebruiken. Wel heeft Albus standaard speciale aanvallen ingesteld. Ook kan Albus teleporteren naar een (bijna elke) andere plaats in beeld door simpelweg op het touchscreen te klikken.

### Boss Rush Mode
Ook deze mode komt vrij als het spel is uitgespeeld. In deze mode kan de speler tegen alle bazen achter elkaar spelen. Als de ene baas is verslagen, dan kan de speler meteen naar de volgende baas.